# 格雷格·伊根
格雷格·伊根（英語：Greg Egan，1961年8月20日—），是澳大利亞科幻小說作家、業餘數學家，以其硬科幻作品而聞名。伊根曾獲多個獎項，包括約翰·坎貝爾紀念科幻小說最佳小說獎、雨果獎及軌跡獎。

## 生平及成就
伊根拥有西澳大学数学科学学士学位。
伊根于1983年发表了他的第一部作品。他专门研究具有数学和量子本体论主题的硬科幻小说，包括意识的本质。 其他主题包括遗传学、模拟现实、后人类主义、思想上传、性、人工智能以及理性自然主义对宗教的优越性。他经常处理复杂的技术材料，例如新物理学和流行病学。他是雨果奖得主（其他八部作品入围了雨果奖），还获得了约翰·坎贝尔纪念科幻小说最佳小说奖。他的早期故事具有超自然恐怖的强烈元素。
伊根的短篇小说已在各种类型的杂志上发表，包括定期出現在Interzone和阿西莫夫科幻小说上。

### 数学
在2018年，伊根设计了一种算法来产生超排列，从而为其长度设定了上限。 在2019年2月27日，伊根运用罗宾·休斯敦（Robin Houston）等人的想法，实现了n = 7个长度为5906的符号的超排列，打破了先前的记录。

## 個人生活
截至2015年，伊根都居住在珀斯。伊根是一名素食主義者和無神論者。
伊根不參加任何科幻小說大會也不簽書，並表示他沒在網路上留下任何照片，儘管SF粉絲網站與Google搜索有時會誤將其他同名同姓人物的照片作為他的照片。

## 獎項
- 《置換城市》：約翰·坎貝爾紀念獎（英语：John W. Campbell Memorial Award for Best Science Fiction Novel）（1995年）
- 《大洋》：雨果獎、軌跡獎、阿西莫夫讀者獎（1999年）
- 《傷痛（英语：Distress (novel)）》：庫爾德·拉斯維茨最佳外國小說獎（英语：Kurd-Laßwitz-Preis）（2000年）

伊根的作品曾七次獲得日本星雲獎的最佳翻譯小說獎。
《特雷尼西亞》贏得2000年迪特瑪獎最佳小說獎，但伊根拒絕接受該獎項。

## 作品

### 小說
- 《不尋常的角度》（An Unusual Angle，1983）
- 《宇宙消失（英语：Quarantine (Greg Egan novel)）》（Quarantine，1992）
- 《数字永生计划》（Permutation City，1994）
- 《傷痛（英语：Distress (novel)）》（Distress，1995）
- 《大流散》（Diaspora，1997）
- 《特拉尼西亞》（Teranesia，1999）
- 《斯柴爾德的階梯》（Schild's Ladder，2002）
- 《白熱光（英语：Incandescence (novel)）》（Incandescence，2008）
- 《生生不息》（Zendegi，2010）
- 《蒂契羅納茨》（Dichronauts，2017）
- 《天空之書》（The Book of All Skies，2021）

### 正交宇宙三部曲
- 《正交宇宙第一部：發條火箭》（The Clockwork Rocket，2011）
- 《正交宇宙第二部：永恆烈焰》（The Eternal Flame，2012）
- 《正交宇宙第三部：時間之箭》（The Arrows of Time，2013）

## 外部連結
- 官方网站
- 網路推理小說資料庫上的Greg Egan
- Greg Egan （页面存档备份，存于） at Library of Congress Authorities — with 11 catalog records
- Stories available （页面存档备份，存于） at freesfonline